# Конвой №6113
Конвой № 6113 — японський конвой часів Другої світової війни, проведення якого відбувалось у вересні 1943-го.
Вихідним пунктом конвою був атол Кваджелейн, на якому була головна японська база на Маршаллових островах. Пунктом призначення мав стати атол Трук у центральній частині Каролінських островів, де ще до війни створили головну базу японського ВМФ у Океанії, звідки до лютого 1944-го провадились операції в цілому ряді архіпелагів.
До складу конвою увійшли флотський танкер «Ширетоко» (Shiretoko), транспорти «Чіхая-Мару» (Chihaya Maru) і «Фуджікава-Мару» (можливо, також і інші судна). При цьому охорону забезпечували переобладнаний канонерський човен «Каторі-Мару», мисливець за підводними човнами CH-31 та переобладнаний мисливець за підводними човнами CHa-46.
11 вересня 1943-го загін полишив Кваджелейн. 12 вересня в районі за дві сотні кілометрів на захід від атола американський підводний човен USS Permit провів дві атаки, в яких торпедував «Фуджікава-Мару» та «Ширетоко». Вранці 13 вересня за пів сотні кілометрів далі на захід USS Permit виконав ще одну атаку по «Ширетоко» та спостерігав вибухи. Втім, обидва уражені японські судна не затонули. «Каторі-Мару» узяв на буксир танкер, тоді як «Чіхая-Мару» розпочало буксирування «Фуджікава-Мару». На допомогу конвою з Кваджелейну вийшов легкий крейсер «Нака». У підсумку 15 вересня пошкоджені судна привели на Кваджелейн.
У листопаді 1943-го «Ширетоко» змогли довести на буксирі до Японії (після ремонту продовжить виконання завдань та в лютому 1945-го загине від авіанальоту в Сінгапурі). «Фуджікава-Мару» в грудні доведуть на буксирі на Трук (конвой №6242), де судно загине в лютому 1944-го під час розгрому цієї бази авіаносним з'єднанням.